# Арамаис
Арамаис (арм. Արամայիս) — 3-й легендарный царь Армении из династии Хайкидов.

## Правление
Согласно средневековой армянской историографии деятельность Арамаиса падает на 1980—1940 годы до н. э. М. Акопян сопоставляет эти даты с завоевательной деятельностью аморейских царей Исина Шуилишу, Иддин-Дагана и Ишме-Дагана, которые порою затрагивали и южные пределы Армянского нагорья. Сопоставляя сведения Мовсеса Хоренаци с данными, известными по клинописным источникам, он предполагает, что Арамаис продолжал основную политическую линию своего отца, держав центр своего государства в более северных пределах Армении из-за постоянной угрозы нападении амореев. Вот как отражён период царствования Арамаиса у Мовсеса Хоренаци:

…Араманеак, прожив годы, родил Арамаиса и умер, прожив ещё много лет. Его сын Арамаис строит себе жилище на холме у берега реки и называет по своему имени Армавиром, а реку — по имени своего внука Ераста — Ерасхом. Сына же своего Шара, многодетного и прожорливого, отсылает со всем его людом и скарбом в ближнюю долину за северными склонами горы Арагац, плодородную и тучную, изобилующую проточными водами. Говорят, что по его имени и область получила название Ширак. Этим, видимо, и объясняется поговорка, принятая среди крестьян: «Коль у тебя глотка Шара, говорят, то у нас не ширакские амбары». Арамаис, прожив годы, родил сына своего Амасию, после чего, прожив ещё годы, умер…
Арамаису наследовал его сын Амасия.